# IC 1047
IC 1047 је спирална галаксија у сазвјежђу Волар која се налази на листи објеката дубоког неба у Индекс каталогу.
Деклинација објекта је + 19° 11' 31" а ректасцензија 14h 42m 19,8s. Привидна величина (магнитуда) објекта IC 1047 износи 14,8 а фотографска магнитуда 15,6. IC 1047 је још познат и под ознакама MCG 3-37-38, CGCG 105-4, CGCG 104-71, PGC 52522.